# Tenna (Trentino)
Tenna (deutsch veraltet Atzenach) ist eine Gemeinde in der italienischen Autonomen Provinz Trient mit 1063 Einwohnern (Stand 31. Dezember 2023) auf einer Fläche von 3 km². Das Dorf liegt auf einer Anhöhe zwischen zwei Seen, dem Lago di Levico und dem Lago di Caldonazzo im Suganertal. Zu dem Ort gehören auch die Fraktionen Alberè und Feghini.
Tenna lag an der Römerstraße Via Claudia Augusta. Davon zeugt ein römischer Stein auf dem zentralen Platz. Dort befindet sich auch die Kirche St. Assunta. Am östlichen Ortsrand außerhalb von Tenna liegt das österreichische Sperrwerk Tenna aus dem 19. Jahrhundert, das zusammen mit dem Werk Colle delle benne bei Levico Terme  die obere Valsugana und damit den Weg nach Trient sperren sollte.